# Quel posto nel tempo
Quel posto nel tempo è un film drammatico italiano del 2022 diretto da Giuseppe Alessio Nuzzo.

## Trama
Mario è stato un direttore d'orchestra per molti anni. Ora si ritrova ricoverato per Alzheimer in un resort in Inghilterra. La sua vita è fatta di ricordi che all'improvviso lo raggiungono e la paura di perdere completamente la memoria.

## Distribuzione
Il film è stato distribuito nelle sale cinematografiche italiane a partire dal 21 settembre 2022.